# Die zweite Wahl – Eine Romanze
Die zweite Wahl – Eine Romanze (Originaltitel: Murphy’s Romance) ist eine US-amerikanische Romantische Komödie von Martin Ritt aus dem Jahr 1985. Sie basiert auf dem 1980 erschienenen Roman Murphy’s Romance von Max Schott.

## Handlung
Emma Moriarty ist eine 33-jährige geschiedene Mutter, die ins ländliche Arizona zieht, um sich dort ihren Lebensunterhalt mit dem Trainieren und der Unterbringung von Pferden zu verdienen. Sie freundet sich mit dem Apotheker der Stadt, Murphy Jones, einem eigenwilligen Witwer an. Eine Romanze der beiden scheint jedoch unwahrscheinlich aufgrund von Murphys Alter und der Tatsache, dass Emma ihrem Ex-Ehemann, Bobby Jack Moriarty, erlaubt, wieder bei ihr und ihrem 12-jährigen Sohn Jake einzuziehen.
Emma fällt es schwer, über die Runden zu kommen, wird jedoch von Murphy unterstützt. Wenngleich sich Murphy weigert, sie direkt durch eine Wohltätigkeitsorganisation oder einen Privatkredit zu helfen, gibt er Jake einen Teilzeitjob und kauft mit Emmas Hilfe ein Pferd, das er bei ihr unterbringt. Auch ermutigt er andere, dasselbe zu tun und bietet Emma und Jake emotionale Unterstützung.
Zwischen Murphy und Bobby Jack, der unreif und unehrlich ist, entwickelt sich eine Rivalität. Trotz Bobby Jacks Versuchen, eine Romanze zwischen den beiden zu verhindern, verlieben sich Emma und Murphy. Schließlich verlässt Bobby Jack die Stadt, als eine 18-Jährige, mit der er eine Affäre hatte, mit ihren neugeborenen Zwillingssöhnen auf der Ranch auftaucht. Nachdem er weg ist, können Murphy und Emma endlich eine Beziehung eingehen.

## Produktion und Veröffentlichung
Columbia Pictures wollte den Film zunächst überhaupt nicht produzieren, da er weder Sex noch Gewalt bot. Aufgrund des Erfolgs des Films Norma Rae mit der gleichen Hauptdarstellerin (Sally Field), dem gleichen Regisseur (Martin Ritt) und den gleichen Drehbuchautoren (Harriet Frank Jr. und Irving Ravetch) stimmten sie schließlich zu, den Film in Zusammenarbeit mit Fields Produktionsunternehmen Fogwood Films zu produzieren. Für die Rolle des Murphy war zunächst Paul Newman vorgesehen, dieser lehnte jedoch ab. Field und Ritt mussten bei Columbia Pictures schließlich noch lange dafür kämpfen, James Garner als Hauptdarsteller zu engagieren, der hauptsächlich als Fernsehschauspieler bekannt war, obwohl er in den 1960ern eine erfolgreiche Filmkarriere gehabt hatte. Columbia wollte stattdessen Marlon Brando oder jemand anderen mit „größerem Kinokassen-Reiz“ für die Rolle des Murphy, Ritt und Field bestanden jedoch auf Garner.
Zum Zeitpunkt der Veröffentlichung des Films gehörte Columbia Pictures zur Coca-Cola Company, sodass vertraglich festgelegt wurde, dass Field und Garner in einer Sequenz das Wort „Coke“ sagen sollten und Coke-Produkte und -schilder im Film zu sehen sind.
Die Dreharbeiten zum Film fanden in Florence, Arizona, statt.
Ursprünglich sollte der Film zu Weihnachten 1985 erscheinen, Columbia verlegte den Kinostart jedoch schließlich auf die Wochenenden des 17./31. Januars 1986, um zu vermeiden, mit dem Weihnachtsfilmangebot zu konkurrieren. Dennoch wurde der Film bereits am 25. Dezember 1985 in ausgewählten Kinos veröffentlicht, um ihn für die Oscarverleihung 1986 zu qualifizieren.
Das Drehbuch unterscheidet sich zum Teil merklich vom Roman Max Schotts. Im Buch bleiben Murphy und Emma nur platonische Freunde, Murphy heiratet jemand anderen und versucht schließlich, einen passenden Ehemann für Emma zu finden.

## Auszeichnungen
Golden Globes 1986
- Nominierung in der Kategorie Bester Hauptdarsteller – Komödie oder Musical (James Garner)
- Nominierung in der Kategorie Beste Hauptdarstellerin – Komödie oder Musical (Sally Field)

Oscarverleihung 1986
- Nominierung in der Kategorie Bester Hauptdarsteller (James Garner)
- Nominierung in der Kategorie Beste Kamera